# Brookberg
De Brookberg is een natuurgebied op ongeveer 4 km ten noordwesten van Neer.
Het belangrijkste aspect van het gebied is een plas die omgeven wordt door populierenbos, naaldbos en enkele droge heideterreintjes. De plas trekt veel watervogels, zoals: Dodaars, Fuut, Grauwe gans, Tafeleend, Bergeend en Kuifeend. Op de heideterreintjes vindt men Bosdroogbloem. In de bossen leven vogels als: Wespendief, Roodborsttapuit en Goudvink.